# Tigrinsk (sprog)
Tigrinsk er et semitisk sprog som tales af ca. 2.540.000 personer i Eritrea og af ca. 4.320.000 i Etiopien. Det er et officielt sprog i Eritrea og i Tigrayregionen i Etiopien. Sproget bruges også af udvandrere fra disse stederne, blandt andet af ca. 10.000 jødisk-etiopiske Beta Israeler i Israel.